# Мисс США 1974
Мисс США 1974 (англ. Miss USA 1974) — 23-й конкурс красоты Мисс США прошедший 18 мая 1974 года, на территории Ниагара-Фолс, города Нью-Йорк, Нью-Йорк. Победительницей конкурса стала Карен Моррисон из штата Иллинойс.

## Результаты
| Итоговое место | Участница |
| -------------- | --- |
| Мисс США 1974  | - Иллинойс — Карен Моррисон |
| 1-я Вице Мисс  | - Нью-Йорк — Барбара Купер |
| 2-я Вице Мисс  | - Висконсин — Мэри Кук |
| 3-я Вице Мисс  | - Калифорния — Гэйле Горрелл |
| 4-я Вице Мисс  | - Северная Каролина — Марсиа Бёртон |
| Полуфиналистки | - Аризона — Карлис Петерсон - Вашингтон (округ Колумбия) — Робин Уттербак - Флорида — Синтия Зач - Луизиана — Карен Хофф - Миссури — Дороти МакАлвин - Невада — Линда Дриден - Южная Дакота — Дебра Анна Брикли |

### Специальные награды
| Награда              | Участница                  |
| -------------------- | -------------------------- |
| Мисс Конгениальность | - Вермонт – Донна Торнтон  |
| Мисс Фотогеничность  | - Нью-Йорк – Барбара Купер |
| Лучший костюм        | - Кентукки – Чарльз Гулик  |

## Штаты-участницы
| - Алабама — Вина Лабас - Аляска — Синди Дикерсон - Аризона — Карлис Петерсон - Арканзас — Джина Хаддл - Калифорния — Гейл Горрелл - Колорадо — Конни Ларсен - Коннектикут — Валери Каппелло - Делавэр — Шерил Феткенхер - Вашингтон (округ Колумбия) — Робин Аттербек - Флорида — Синтия Зак - Джорджия — Вики Росс - Гавайи — Джоан Оттенсмайер - Айдахо — Дарла Ян Дауден - Иллинойс — Карен Моррисон - Индиана — Лиза Чайлдресс - Айова — Сьюзан Томпсон - Канзас — Лоррейн Брекенридж - Кентукки — Чарльз Гулик - Луизиана — Карен Хофф - Мэн — Ребекка Титкомб - Мэриленд — Мэри Джо Рупперт - Массачусетс — Эстеллиан Хикс - Мичиган — Пэтти Лофтис - Миннесота — Гейл Джонсон - Миссисипи — Дениз Кларк - Миссури — Дороти Макалвин | - Монтана — Кэрол Олсет - Небраска — Мэри Вольф - Невада — Линда Драйден - Нью-Гэмпшир — Джун Тедески - Нью-Джерси — Пэт Симс - Нью-Мексико — Ян Нильссон - Нью-Йорк — Барбара Купер - Северная Каролина — Марша Бертон - Северная Дакота — Джуди Вальц - Огайо — Кей Филлипс - Оклахома — Югонда Уиллитс - Орегон — Пегги Энн Гердинг - Пенсильвания — Дорисанн Гатальски - Род-Айленд — Дебра Черрони - Южная Каролина — Линн Холлис - Южная Дакота — Дебра Энн Брикли - Теннесси — Брин Хендрикс - Техас — Дебра Кронин - Юта — Халин Петерсен - Вермонт — Донна Торнтон - Виргиния — Хейзел Томас - Вашингтон — Шерил Ратледж - Западная Виргиния — Ким Нузум - Висконсин — Мэри Кук - Вайоминг — Дебби Петти |